# Kristófersson
Kristófersson ist ein männlicher isländischer Name.

## Bedeutung
Der Name ist ein Patronym und bedeutet Kristófers Sohn. Die weibliche Entsprechung ist Kristófersdóttir (Kristófers Tochter).

## Namensträger
- Daði Már Kristófersson (* 1971), isländischer Politiker
- Valdimar Kristófersson (* 1970), isländischer Fußballspieler